# Дьюранд (тауншип, Миннесота)
Дьюранд (англ. Durand) — тауншип в округе Белтрами, Миннесота, США. На 2000 год его население составило 175 человек.

## География
По данным Бюро переписи населения США площадь тауншипа составляет 47,5 км², из которых 39,1 км² занимает суша, а 8,4 км² — вода (17,72 %).

## Демография
По данным переписи населения 2000 года здесь находились 175 человек, 76 домохозяйств и 51 семья. Плотность населения —  4,5 чел./км². На территории тауншипа расположено 82 постройки со средней плотностью 2,1 построек на один квадратный километр. Расовый состав населения: 94,29 % белых, 5,14 % коренных американцев и 0,57 % приходится на две или более других рас.
Из 76 домохозяйств в 26,3 % воспитывались дети до 18 лет, в 56,6 % проживали супружеские пары, в 10,5 % проживали незамужние женщины и в 31,6 % домохозяйств проживали несемейные люди. 27,6 % домохозяйств состояли из одного человека, при том 6,6 % из — одиноких пожилых людей старше 65 лет. Средний размер домохозяйства — 2,30, а семьи — 2,81 человека.
21,7 % населения — младше 18 лет, 7,4 % — в возрасте от 18 до 24 лет, 22,9 % — от 25 до 44, 37,1 % — от 45 до 64, и 10,9 % — старше 65 лет. Средний возраст — 44 года. На каждые 100 женщин приходилось 86,2 мужчин. На каждые 100 женщин старше 18 приходилось 90,3 мужчин.
Средний годовой доход домохозяйства составлял 39 375 долларов, а средний годовой доход семьи —  43 438 долларов. Средний доход мужчин —  32 500  долларов, в то время как у женщин — 22 813. Доход на душу населения составил 22 886 долларов. За чертой бедности не находилась ни одна семья и 7,3 % всего населения тауншипа, из которых 20,0 % старше 65 лет.